# Pure Data
Pure Data (Pd) – darmowe, wieloplatformowe, otwarte środowisko programistyczne, alternatywne do komercyjnego Max/MSP – Cycling'74, stanowiące wszechstronne narzędzie do analizy, syntezy i przetwarzania analogowych jak i cyfrowych danych wejściowych i takich generowania. Mogą to być dane w postaci sygnałów audio, video, mierzonych różnych wielkości fizycznych z czujników np. optycznych, termicznych etc. Dane wyjściowe mogą mieć postać sygnałów video, audio i sterujących np. serwomechanizmami, przekaźnikami...
```
Mnogość zastosowań jest tylko ograniczona  wyobraźnią.
```

Praca z użyciem Pd polega na łączeniu ze sobą, a także samodzielnym tworzeniu „urządzeń” (z informatycznego punktu widzenia będących funkcjami lub obiektami), w szczególności symbolizujących:
- wejścia/wyjścia (np. mikrofon, głośnik, klawiatura, urządzenia MIDI, projektor)
- rozmaite operacje matematyczno-logiczne: od najprostszych (np. dodawanie, mnożenie, bramki, wyzwalacze) po złożone (np. transformata Fouriera, pogłos, czy też trójwymiarowa animacja, której rendering wykonywany jest w czasie rzeczywistym).

De facto Pd jest więc środowiskiem programistycznym opartym na graficznym (a więc przyjaznym dla nie-informatyków) interfejsie użytkownika. Pd przeznaczone jest dla artystów (kompozytorów, improwizatorów, performerów), w tym również tych niezaawansowanych w programowaniu.
Pd jest wolnym oprogramowaniem dostępnym bez opłat licencyjnych i działającym pod wieloma systemami operacyjnymi, m.in. GNU/Linux, Mac OS, Microsoft Windows. Pd jest bardzo podobne do komercyjnego programu Max/MSP (główny autor Pd Miller Puckette jest jednym z twórców Maxa). Pod niektórymi względami Pd może przypominać również takie programy, jak Jeskola Buzz i Reaktor.